# Ayuntamiento de Badalona
El Ayuntamiento de Badalona (en catalán: Ajuntament de Badalona) es el órgano de gobierno y administración del municipio español de Badalona (Barcelona, Cataluña). Los orígenes de una mínima organización comunitaria se remontan a la Edad Media y sobre todo a partir de 1595, cuando Badalona fue confirmado como municipio independiente. La organización y estructura municipal del Ayuntamiento está basada en el alcalde y los concejales. El alcalde de Badalona es actualmente Xavier García Albiol.
El Ayuntamiento de Badalona cuenta con varias sedes, la Casa Consistorial de Badalona es la sede tradicional desde el siglo xix, hoy en día lo es solo en el ámbito institucional. Donde se celebran los plenos municipales y donde se encuentran los despachos del alcalde y de algunas concejalías. En mayo de 2007 se inauguró el nuevo edificio El Viver, que cuenta con un total de 8 plantas destinado a acoger las oficinas municipales y las concejalías del consistorio, así como los servicios de atención al público para dar la máxima accesibilidad y una sala de exposiciones.

## Historia reciente

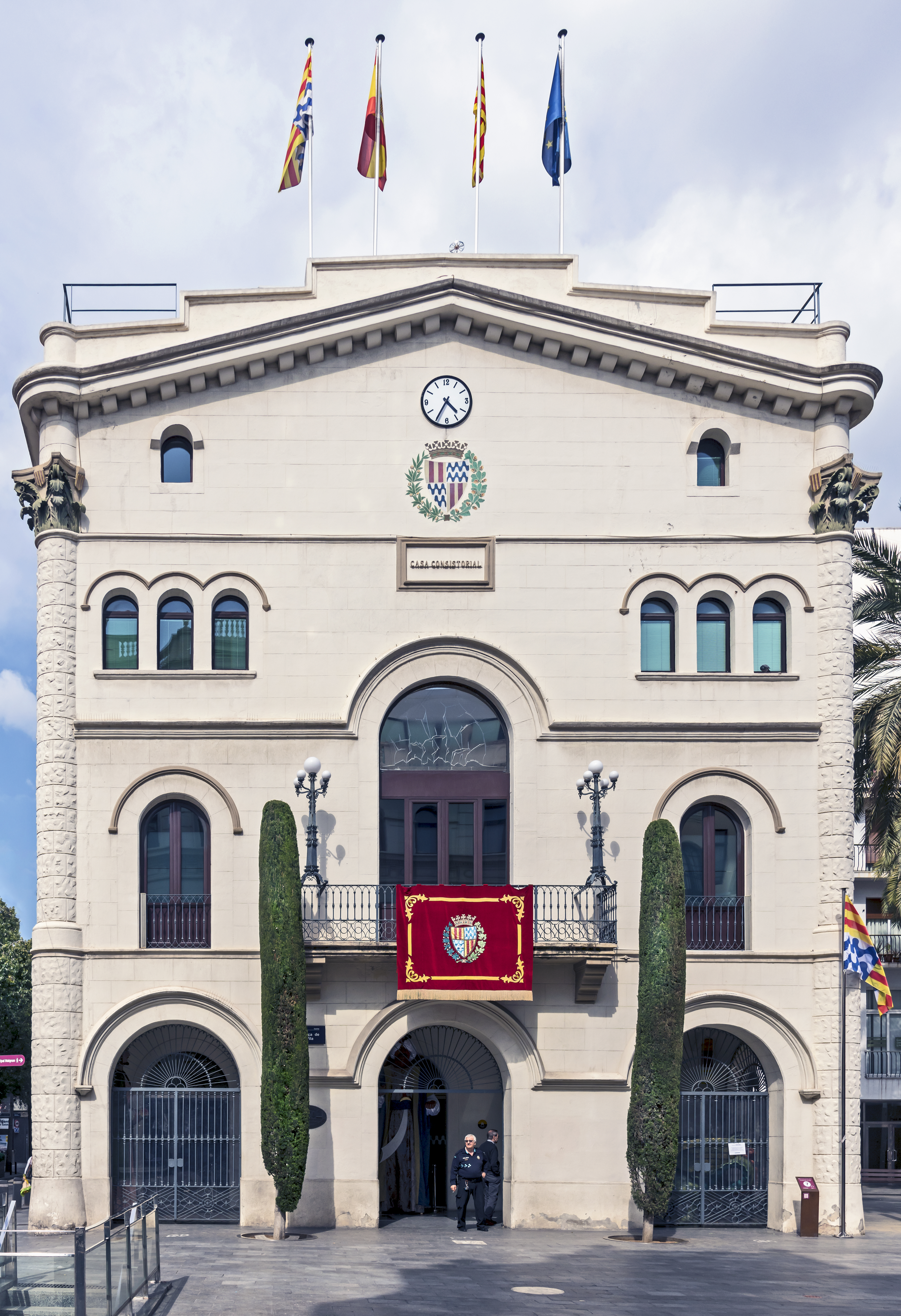
Ayuntamiento de Badalona, Plaza de la Villa

El ayuntamiento estuvo gobernado por la plataforma ciudadana Guanyem Badalona en Comú desde el 13 de junio de 2015 hasta el 20 de junio de 2018, cuando la alcaldesa Dolors Sabater fue desalojada del poder mediante una moción de censura y entró a gobernar Álex Pastor, del PSC, quien ostentó el cargo de alcalde hasta su dimisión el 22 de abril de 2020. Hasta el 12 de mayo de ese mismo año, cuando se celebró el pleno para investir a su sucesor, Aïda Llauradó (Badalona En Comú) ejerció como alcaldesa interina. Al no conseguir ningún candidato la mayoría absoluta requerida en dicho pleno, fue investido automáticamente Xavier García Albiol, del PP, por ser el líder de la fuerza más votada. El 8 de noviembre de 2021, el socialista Rubén Guijarro accedió a la alcaldía tras una moción de censura apoyada por todos los grupos municipales con la excepción del PP, tras la aparición de Xavier García Albiol en los Papeles de Pandora. Tras las últimas elecciones municipales, el popular Xavier García Albiol volvió a ser nombrado alcalde por tercera vez, esta vez con Mayoría absoluta.

## Composición 2023-2027
| Partido | Partido                                      | Escaños |
| ------- | -------------------------------------------- | ------- |
|         | Partido Popular (PP)                         | 18      |
|         | Partit dels Socialistes de Catalunya (PSC)   | 4       |
|         | Esquerra Republicana de Catalunya (ERC)      | 2       |
|         | Badalona en Comú Podem-En Comú Guanyem (ECP) | 2       |
|         | Guanyem Badalona en Comú (GBeC)              | 1       |

## Alcaldes
| Periodo   | Nombre | Partido |
| --------- | --- | --- |
| 1979-1983 | Màrius Díaz Bielsa | Partit Socialista Unificat de Catalunya (PSUC)                                                                                             |
| 1983-1987 | Joan Blanch Rodríguez | Partit dels Socialistes de Catalunya (PSC)                                                                                                 |
| 1987-1991 | Joan Blanch Rodríguez | Partit dels Socialistes de Catalunya (PSC)                                                                                                 |
| 1991-1995 | Joan Blanch Rodríguez | Partit dels Socialistes de Catalunya (PSC)                                                                                                 |
| 1995-1999 | Joan Blanch Rodríguez | Partit dels Socialistes de Catalunya (PSC)                                                                                                 |
| 1999-2003 | Maite Arqué Ferrer | Partit dels Socialistes de Catalunya (PSC)                                                                                                 |
| 2003-2007 | Maite Arqué Ferrer | Partit dels Socialistes de Catalunya (PSC)                                                                                                 |
| 2007-2011 | Maite Arqué Ferrer (2007-2008) Jordi Serra Isern (2008-2011)                                                                     | Partit dels Socialistes de Catalunya (PSC)                                                                                                 |
| 2011-2015 | Xavier García Albiol | Partit Popular de Catalunya (PP) |
| 2015-2019 | Dolors Sabater (2015-2018) Àlex Pastor López (2018-2019)                                                                         | Guanyem Badalona en Comú (GBeC) Partit dels Socialistes de Catalunya (PSC)                                                                 |
| 2019-2023 | Àlex Pastor López (2019-2020) Aïda Llauradó Álvarez (interina) Xavier García Albiol (2020-2021) Rubén Guijarro Palma (2021-2023) | Partit dels Socialistes de Catalunya (PSC) En Comú Podem (ECP) Partit Popular de Catalunya (PP) Partit dels Socialistes de Catalunya (PSC) |
| 2023-act. | Xavier García Albiol | Partit Popular de Catalunya (PP) |

## Resultados electorales
| Partido político                                                      | 2023  | 2023   | 2023       | 2019  | 2019   | 2019       | 2015  | 2015   | 2015       | 2011  | 2011   | 2011       | 2007  | 2007   | 2007       |
| Partido político                                                      | %     | Votos  | Concejales | %     | Votos  | Concejales | %     | Votos  | Concejales | %     | Votos  | Concejales | %     | Votos  | Concejales |
| Partit Popular de Catalunya (PP)                                      | 55,73 | 50 185 | 18         | 37,58 | 37 506 | 11         | 34,21 | 30 559 | 10         | 33,42 | 26 890 | 11         | 21,86 | 16 203 | 7          |
| Partit dels Socialistes de Catalunya (PSC)                            | 14,62 | 13 167 | 4          | 19,94 | 19 844 | 6          | 14,09 | 12 590 | 4          | 27,06 | 21 750 | 9          | 29,81 | 21 352 | 9          |
| Esquerra Republicana de Catalunya (ERC)                               | 7,61  | 6855   | 2          | 24,52 | 24 485 | 7          | 10,98 | 9812   | 3          | 3,70  | 2976   | 0          | 5,77  | 4276   | 1          |
| En Comú Podem (ECP)-Iniciativa per Catalunya Verds (ICV)              | 6,96  | 6270   | 2          | 8,52  | 8502   | 2          | 6,68  | 5971   | 2          | 8,93  | 7184   | 3          | 14,78 | 10 954 | 5          |
| Minicipalistes de Catalunya (MCAT)-Candidatura d'Unitat Popular (CUP) | 6,08  | 5476   | 1          | —     | —      | —          | 17,51 | 15 645 | 5          | 1,82  | 1465   | 0          | 2,11  | 1562   | 0          |
| Junts per Catalunya (JxC)-Convergència i Unió (CiU)                   | 4,79  | 4314   | 0          | 5,15  | 5140   | 1          | 7,94  | 7097   | 2          | 12,54 | 10 091 | 4          | 16,46 | 12 199 | 5          |
| Ciutadans (CS)                                                        | 0,29  | 265    | 0          | 1,78  | 1772   | 0          | 5,60  | 5000   | 1          | 1,18  | 952    | 0          | 4,16  | 3086   | 0          |

## Evolución de la deuda viva municipal
El concepto de deuda viva contempla sólo las deudas con cajas y bancos relativas a créditos financieros, valores de renta fija y préstamos o créditos transferidos a terceros, excluyéndose, por tanto, la deuda comercial.
| Gráfica de evolución de la deuda viva del Ayuntamiento entre 2008 y 2023                           |
| |
| Deuda viva del Ayuntamiento de Badalona, en miles de euros, según datos del Ministerio de Hacienda |